# Martha Mariana Castro
Martha Mariana de Guadalupe Castro Flores (Ciudad Serdán, Puebla, 7 de noviembre de 1966), conocida como Martha Mariana Castro, es una actriz de cine, de teatro y de televisión y modelo mexicana.
Creció en Ciudad Serdán, en el estado de Puebla, y obtuvo una licenciatura en filosofía y literatura en la Universidad Autónoma de Puebla. Comenzó su carrera actuando como niña en obras de teatro. En el 2005, protagonizó en TV Azteca la telenovela Los Sánchez. Estuvo casada con el actor Fernando Luján hasta el fallecimiento de este, y tuvo con él un hijo, Franco Paolo Ciangherotti, en 1995.

## Cine
- Espinas (2005) como Rebeca
- Smee (corto, 2004)

## Telenovelas
- La hija pródiga (2017-2018) - Nora
- UEPA! Un escenario para amar (2015) como Rafaela de los Arcos
- Corazón en condominio (2013) como Alicia
- La mujer de Judas (2012) como Joaquina 'Juaca' Leal.
- Lucho en familia (2011) como Maribel.
- Mujer comprada (2009) como Ofelia.
- Vuélveme a querer (2009) como Irene
- Campeones de la vida (2005) primer episodio como Alma.
- Los Sánchez (2004) como Yolanda "Yoli" de Sánchez.
- Mirada de mujer: El regreso (2003) como Daniela.
- Tres veces Sofía (1998) como Laura de Márquez.
- Mirada de mujer (1997) como Daniela López.
- Si Dios me quita la vida (1995)
- La paloma (1995) como Lorena
- El vuelo del águila (1994) como Rafaela Quiñones/Justa Saavedra.
- Valentina (1993) como Mariela.
- La sonrisa del diablo (1992) como Connie

## Programas de televisión
- Y sin embargo... se mueve (1994)
- Un día cualquiera (2016)
- Lucho en familia (2011)
- A cada quien su santo (2011)
- Lo que callamos las mujeres (2009)

## Teatro
- Cada quien su vida (2015)...La Tacón Dorado[1][2]